# 棱藻属
棱藻属（学名：Dictyurus）为绒线藻科的一个属。

## 下级分类
本属包括以下物种：
- Dictyurus occidentalis J.Agardh
- 棱藻 Dictyurus purpurascens Bory, 1834